# Konstantin Alexandrowitsch Maslak
Konstantin Alexandrowitsch Maslak (russisch Константин Александрович Маслак; * 27. August 1984 in Wolgograd) ist ein russischer Schachgroßmeister und Pokerspieler.

## Schachkarriere
Maslak erlernte die Schachregeln von seinem Vater und trat mit neun Jahren einem Schachklub bei. Seine schachlichen Erfolge im Jugendbereich blieben überschaubar. Bei der U16-Meisterschaft Russlands 2000 in Sotschi, die Nikolai Kurenkow gewann, belegte er den fünften Platz. Im August 2003 wurde er Internationaler Meister. 2005 nahm er mit Sibirskije Afiny aus Tomsk an der russischen Mannschaftsmeisterschaft (Höhere Liga) in Sotschi teil, dabei erzielte er mit 6,5 aus 8 das beste Resultat am zweiten Brett. Im selben Jahr teilte er den ersten Platz mit Julian Radulski beim Proclient Cup in Olmütz. Beim Moscow Open 2006 erreichte er den vierten Platz. Beim Petrowskaja Ladja S-Turnier in Peterhof 2006 wurde er Zweiter, punktgleich mit dem Sieger Denis Jewsejew. 
Der Großmeistertitel wurde ihm im März 2008 verliehen, die dafür erforderlichen Normen erspielte er sich beim Chess Summer GM-Turnier in Olmütz 2006 und bei zwei Austragungen des Aeroflot Opens in Moskau (2007 in der Gruppe A1, 2008 in der Gruppe A2). Durch den vierten Platz in der russischen Meisterschaft (Höhere Liga) im September 2008 in Nowokusnezk qualifizierte er sich für das Superfinale. In Moskau konnte er mit der starken Konkurrenz nicht mithalten und landete sieglos auf dem letzten Platz. Anfang 2009 gewann er das OBERT Internacional auf Illes Medes. Im August desselben Jahres teilte er den ersten Platz mit Nils Grandelius beim Chess Summer GM-Turnier in Olmütz.
Seine Elo-Zahl beträgt 2555 (Stand: November 2018). Damit läge er auf Platz 84 der aktuellen russischen Rangliste, er wird jedoch als inaktiv geführt, da er seit dem im Juli 2017 in Pardubice ausgetragenen Czech Open keine gewerteten Partien mehr gespielt hat. Seine bislang höchste Elo-Zahl war 2571 im Januar 2010. Neben dem Schach spielt er auch Poker.
| Hier fehlt eine Grafik, die leider im Moment aus technischen Gründen nicht angezeigt werden kann. Wir arbeiten daran! |

## Pokerkarriere
Maslak ist seit 2009 gelegentlich bei renommierten Live-Pokerturnieren zu sehen. Beim Main Event der World Series of Poker (WSOP) belegte er 2011 im Rio All-Suite Hotel and Casino am Las Vegas Strip den 671. Platz. Sein größter Erfolg ist der Gewinn eines Bracelets bei der WSOP 2015 in der Variante Omaha/Seven Card Stud Hi-Low 8-or Better, zu dem er den Hauptpreis von 270.000 US-Dollar erhielt. Mitte November 2018 erreichte Maslak beim Main Event der partypoker Caribbean Poker Party in Nassau auf den Bahamas den Finaltisch und belegte den vierten Platz, für den er sein bisher höchstes Preisgeld von 600.000 US-Dollar erhielt.
Insgesamt hat sich Maslak mit Poker bei Live-Turnieren knapp 1,5 Millionen US-Dollar erspielt.